# Driemanschap

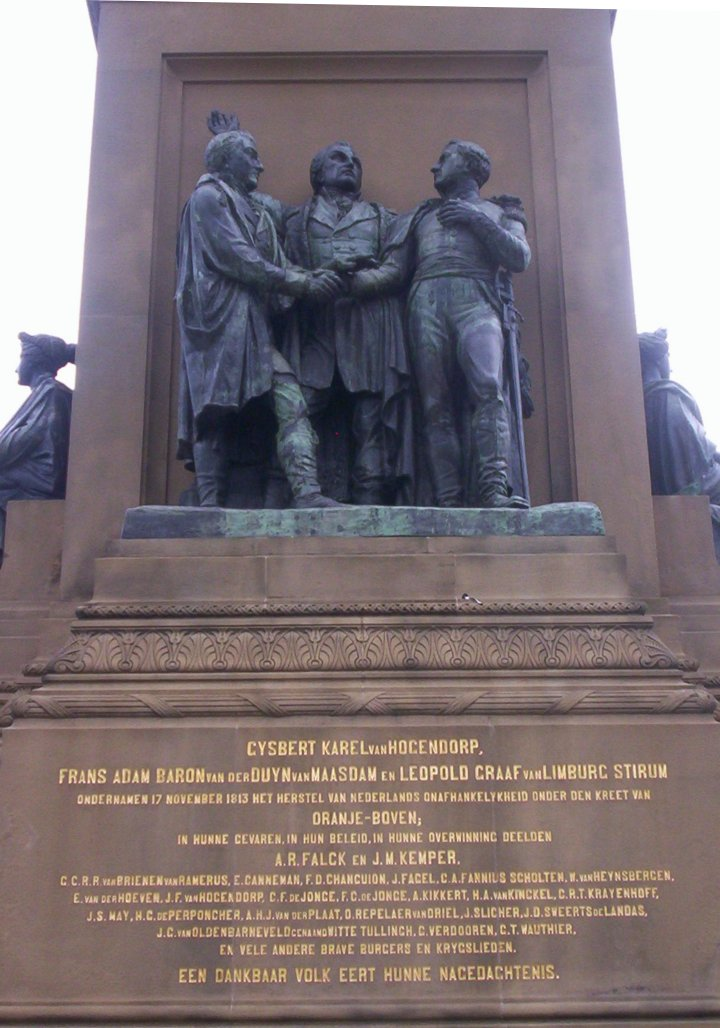
Gijsbert Karel van Hogendorp, Frans Adam van der Duyn van Maasdam e Leopoldo di Limburg-Stirum sul monumento alla Plein 1813 (Piazza 1813) di L'Aia

Col termine olandese di Driemanschap (in italiano: triumvirato) si intende un triumvirato formatosi nel 1813 dopo che Charles-François Lebrun e le truppe francesi napoleoniche ebbero abbandonato definitivamente l'area dei Paesi Bassi.
Esso era composto da Frans Adam van der Duyn van Maasdam, Leopoldo di Limburg-Stirum e da Gijsbert Karel van Hogendorp. I tre statisti invitarono il quasi dimenticato principe Guglielmo VI d'Orange (poi re Guglielmo I dei Paesi Bassi) a Le Hague e gli offrirono il trono olandese per prevenire l'anarchia o una possibile annessione alla Prussia o all'Inghilterra. Venne proclamato principe sovrano del nuovo Principato dei Paesi Bassi Uniti poco dopo.